# Céline Lebrun

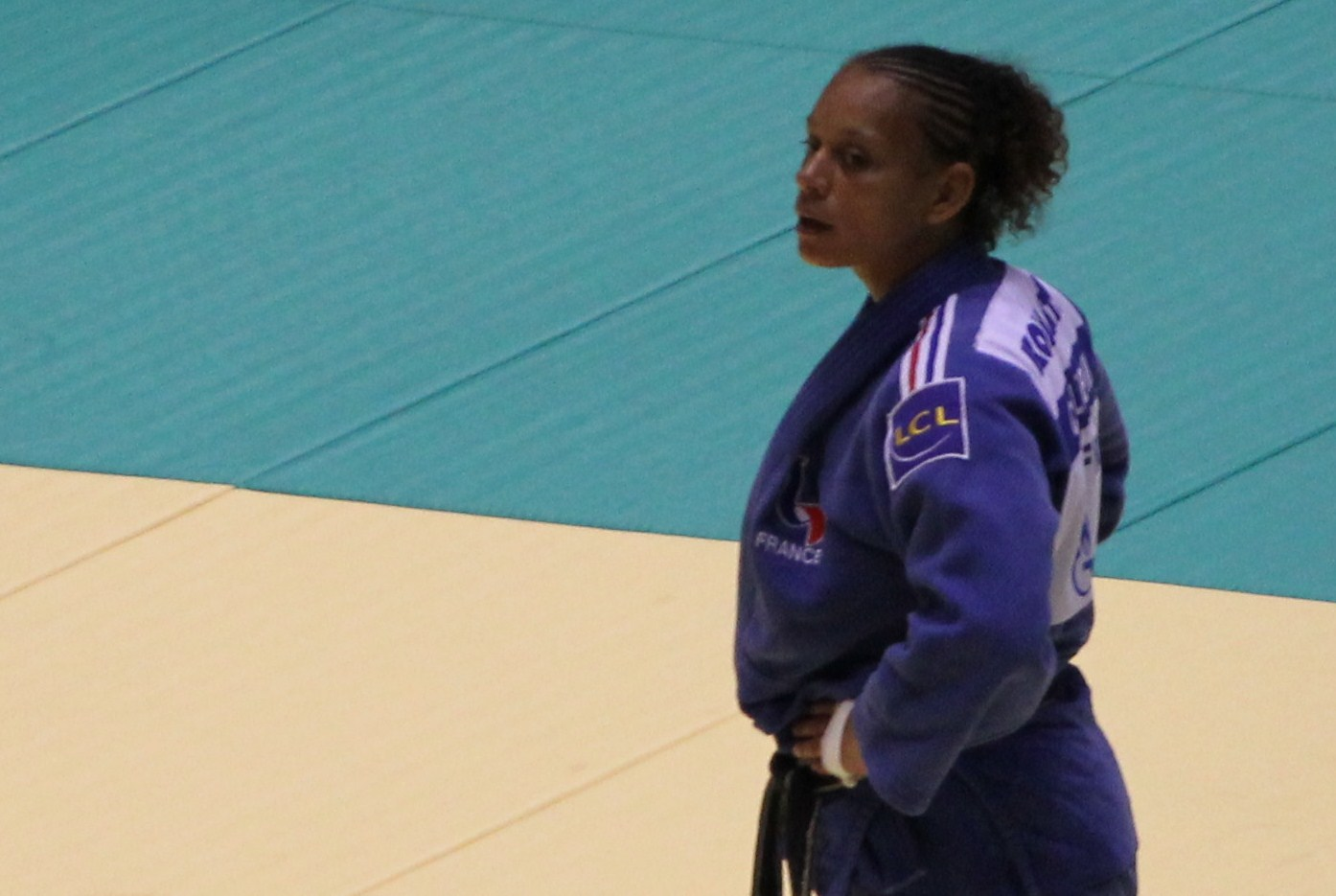
Céline Lebrun

Céline Lebrun (* 25. August 1976 in Paris) ist eine ehemalige französische Judokämpferin. Sie belegte 2000 den zweiten Platz bei den Olympischen Spielen in der Gewichtsklasse bis 78 kg und wurde 2001 sowie 1999 Dritte bei den Weltmeisterschaften. Zudem wurde sie bei den Weltmeisterschaften 2001 in München Weltmeisterin in der Offenen Klasse. Sie war viermal Europameisterin.
Bei den Olympischen Spielen in Athen 2004 wurde sie ebenso Fünfte wie bei der Weltmeisterschaft 2003.
Die 1,69 m große Kämpferin kam mit 10 Jahren zum Judo und trainierte beim US Orleans in Orléans. Ihre Niederlage gegen die Chinesin Tang Lin im Finale der Olympischen Spiele in Sydney im Jahr 2000 war hoch umstritten. Das Finale ging nach Punkten unentschieden aus, wobei Tang Lins Punkte aus kleineren Strafen für Lebun entstanden. Die Kampfrichter entschieden nach Gesamteindruck mit 2:1 Stimmen für die Chinesin, das Publikum buhte bei der Entscheidung. Lebrun selbst warf den Richtern Inkompetenz vor, sagte, sie sei beraubt worden und weigerte sich, nach dem Finale zur Pressekonferenz zu gehen.
Im Januar 2011 kündigte sie ihren Rücktritt aus dem Leistungssport an; verabschiedet wurde Lebrun beim Grand-Slam-Turnier in Paris am 5. und 6. Februar 2011.